# Aranyosapáti megállóhely
Aranyosapáti megálló-rakodóhely a MÁV vasúti megállóhelye a Szabolcs-Szatmár-Bereg vármegyei Aranyosapáti községben. A belterület nyugati széle közelében helyezkedik el, nem messze délre a 4109-es út vasúti keresztezésétől; közúti elérését az előbbi útból kiágazó 41 316-os számú mellékút teszi lehetővé.

## Vasútvonalak
Az állomást az alábbi vasútvonalak érintik:
- Mátészalka–Záhony-vasútvonal

## Kapcsolódó állomások
A vasútállomáshoz az alábbi állomások vannak a legközelebb:
- Gyüre megállóhely (Mátészalka–Záhony-vasútvonal)
- Újkenéz megállóhely (Mátészalka–Záhony-vasútvonal)

## Forgalom
| Járat        | Útvonal | Gyakoriság   |
| ------------ | --- | ------------ |
| személyvonat | Tiborszállás – Nagyecsed – Nyírcsaholy – Mátészalka – Ópályi – Nagydobos – Vitka – Vásárosnamény – Kisvarsány – Gyüre – Aranyosapáti – Újkenéz – Tornyospálca – Mándok – Eperjeske alsó – Záhony | 2-4 óránként |